# Вуковарско-сремска жупанија
Вуковарско-сремска жупанија (хрв. Vukovarsko-srijemska županija) најисточнија је жупанија у Републици Хрватској.
Обухвата подручје западног Срема и дела источне Славоније, односно у највећем делу простор западног дела некадашње угарске жупаније Срем, чије је седиште било у граду Вуковару, а која је 1918. године ушла у састав Краљевине Србије, касније Краљевине Срба, Хрвата и Словенаца.
Заузима простор од 2.448 km² на чијој се територији налази 26 општина и 5 градова. Према прелиминарним резултатима пописа из 2021. у жупанији је живело 144.438 становника.
Граничи са Осјечко-барањском жупанијом на северу, Бродско-посавском жупанијом на западу, Босном и Херцеговином на југу, те Републиком Србијом на истоку.

## Територијална организација
После проглашења независности, у Хрватској је успостављена нова територијална организација формирањем већих административно-регионалних јединица — жупанија. До пописа становништва из 1991. Хрватска је била подељена на општине са већом површином од данашњих које су биле удружене у Заједнице општина. Подручје данашње Вуковарско-сремске жупаније обухвата подручја бивших општина Винковци, Вуковар и Жупања, осим насељеног места Клиса, које је после формирања нових градова и општина ушло у састав Града Осијека.

## Клима
Простор Вуковарско-сремске жупаније има умерено континенталну климу. Лета су сунчана и топла, а зиме су хладне.
Средња годишња температура креће се око 11 °C са средњим најтоплијим максимумом од 29,9 °C и средњим минимумом од 12,2 °C.

## Становништво
Према попису из 2011. у жупанији је живело 179.521 становника.
| Попис 2011.‍           | Попис 2011.‍           | Попис 2011.‍ | Попис 2011.‍ | Попис 2011.‍ |
| --------------------- | --------------------- | ----------- | ----------- | ----------- |
|                       |                       |             |             |             |
| Хрвати                | Хрвати                |             | 142.135     | 79,17%      |
| Срби                  | Срби                  |             | 27.824      | 15,50%      |
| Албанци               | Албанци               |             | 492         | 0,27%       |
| Аустријанци           | Аустријанци           |             | 0           | 0%          |
| Бошњаци               | Бошњаци               |             | 1.746       | 0,97%       |
| Бугари                | Бугари                |             | 7           | 0,00%       |
| Власи                 | Власи                 |             | 0           | 0%          |
| Мађари                | Мађари                |             | 1.696       | 0,94%       |
| Македонци             | Македонци             |             | 100         | 0,06%       |
| Јевреји               | Јевреји               |             | 7           | 0,00%       |
| Италијани             | Италијани             |             | 8           | 0,00%       |
| Немци                 | Немци                 |             | 137         | 0,08%       |
| Пољаци                | Пољаци                |             | 22          | 0,01%       |
| Роми                  | Роми                  |             | 253         | 0,14%       |
| Румуни                | Румуни                |             | 27          | 0,02%       |
| Руси                  | Руси                  |             | 36          | 0,02%       |
| Русини                | Русини                |             | 1.427       | 0,79%       |
| Словаци               | Словаци               |             | 1.185       | 0,66%       |
| Словенци              | Словенци              |             | 65          | 0,04%       |
| Турци                 | Турци                 |             | 2           | 0,00%       |
| Украјинци             | Украјинци             |             | 419         | 0,23%       |
| Црногорци             | Црногорци             |             | 97          | 0,05%       |
| Чеси                  | Чеси                  |             | 36          | 0,02%       |
| остали                | остали                |             | 186         | 0,10%       |
| регионална припадност | регионална припадност |             | 11          | 0,01%       |
| верска припадност     | верска припадност     |             | 396         | 0,22%       |
| нераспоређено         | нераспоређено         |             | 13          | 0,01%       |
| неизјашњени           | неизјашњени           |             | 952         | 0,53%       |
| непознато             | непознато             |             | 242         | 0,13%       |
| укупно: 179.521       |                       |             |             |             |

#### Број становника по пописима
| година пописа  | 2001.   | 1991.   | 1981.   | 1971.   | 1961.   | 1953.   | 1948.   | 1931.   | 1921.   | 1910.   | 1900.   | 1890.   | 1880.   | 1869.   | 1857.  |
| бр. становника | 204.768 | 231.241 | 223.919 | 217.115 | 193.224 | 166.956 | 152.472 | 139.340 | 127.417 | 129.754 | 125.569 | 117.918 | 104.801 | 101.029 | 86.768 |

| Попис из 2001.‍ | Попис из 2001.‍ | Попис из 2001.‍ | Попис из 2001.‍ | Попис из 2001.‍ |
| -------------- | -------------- | -------------- | -------------- | -------------- |
|                |                |                |                |                |
| Хрвати         | Хрвати         |                | 160.277        | 160.277        |
| Срби           | Срби           |                | 31.664         | 31.664         |
| Мађари         | Мађари         |                | 2.047          | 2.047          |
| Русини         | Русини         |                | 1.796          | 1.796          |
| Словаци        | Словаци        |                | 1.338          | 1.338          |
| Остали         | Остали         |                | 7.646          | 7.646          |